# AJ·史都華
AJ·史都華（英語：A.J. Stewart，本名，1986年9月8日—）是《全美超級模特兒新秀大賽》第七季的參賽者，來自加州的沙加緬度市。她是比賽中第五個被淘汰的參賽者。

## 早年生平
出生於九月八日。
A.J.在St. Francis High School高中畢業，一間在加州沙加緬度市的天主教老式中學。高中畢業後，她搬到洛杉磯繼續學業。她比賽前沒有模特兒經驗，以及未看過任何一集《全美超級模特兒新秀大賽》。
A.J.曾患子宮頸癌，現已痊癒。

## 超模大賽
從比賽一開始，泰雅叫她做未經打磨的鑽石。之後順利打入十三強，而且一開始拍下高水準的相片，受到評判的稱讚。她也勝出了走步的挑戰，而且和兩個朋友（Megg & CariDee）一起分享獎品，她們可以到德州進行時裝展。
她在第六集被淘汰，因為沒有爭勝心和熱誠去繼續比賽。另外，她也曾當上兩次《Cover Girl of the Week》。

## 比賽過後
她在2006年10月25日的《泰雅賓絲脫口秀》中出現。她說會繼續做模特兒。
A.J.在2007年冬季到亞洲發展，包括韓國和香港，拍攝當地時裝雜誌的內頁，還登上了封面，在香港登上時裝雜誌《Jessica》，並成為手袋品牌《Cervo》的代言模特兒，發展相當不俗。

## 外部連結
- AJ的Fanpage（页面存档备份，存于）
- AJ 支持者的Myspace Group[永久]
- AJ's fan livejournal community（页面存档备份，存于）
- AJ的ANTM資料（页面存档备份，存于）
- E!的訪問（页面存档备份，存于）
- AJ的Myspace